# Panaci (gmina)
Panaci – gmina w Rumunii, w okręgu Suczawa. Obejmuje miejscowości Panaci, Catrinari, Coverca, Drăgoiasa, Glodu i Păltiniș. W 2011 roku liczyła 2159 mieszkańców.